# 18032 Ґайсс
18032 Ґайсс (18032 Geiss) — астероїд головного поясу, відкритий 20 червня 1999 року.
Тіссеранів параметр щодо Юпітера — 3,268.